# Тимофеев, Кирилл Алексеевич
Кири́лл Алексе́евич Тимофе́ев (31 марта 1914, Батуми, Кутаисская губерния — 25 сентября 2004) — советский и российский лингвист, доктор филологических наук (1952), профессор Новосибирского государственного университета, специалист по теории русского синтаксиса, словообразованию, древним языкам и сравнительно-историческому языкознанию.

## Биография
Кирилл Алексеевич Тимофеев родился 31 марта 1914 года в Батуми, в Грузии, которая в то время была частью Российской империи, в семье врача-ветеринара Алексея Васильевича Тимофеева и его жены Елены Александровны. С детства был религиозным человеком. Окончил семилетнюю школу (1928) и Тбилисский химический техникум (1932), работал библиографом, затем лаборантом. О поступлении в университет рассказывал так: «Совершенно случайно матери попалась газета, и она там прочитала, что объявляется набор на отделение русского языка и литературы филологического факультета Тбилисского университета. Газета была старая, и экзамен был в тот день, когда мать прочитала газету. Мать стала настаивать, чтобы я пошел сдавать экзамен. Я, надо сказать, русский язык не очень любил в школе, поэтому и мысли у меня никогда не было стать специалистом по русскому языку. Но я послушался матери и пошел. Обложился конспектами и учебниками и пытался повторить к экзамену, который должен был проходить вечером. Экзамен проходил интересно. Большая комната, у стен столы стоят, за столами сидят экзаменаторы. Несколько человек. За каждым столом —- по экзаменатору. Надо было сдавать все предметы школьного курса. Я сдал русский язык на четверку, грузинский язык -— на тройку, по-моему, а химию на четверку сдал. По физике экзаменатор попросил назвать какой-нибудь из законов распространения света. Я ни одного закона назвать не смог и получил такую замечательную оценку, как два с плюсом. Двойка понятно, а вот плюс за что — до сих пор не знаю».
В 1937 году окончил факультет русского языка ТГУ, где учился у Г. С. Ахвледиани. В 1940 году — аспирантуру Московского государственного педагогического института. Под руководством С. И. Бернштейна защитил кандидатскую диссертацию «История прошедшего времени русского глагола».
С октября 1940 года был доцентом и заведующим кафедрой русского языка Благовещенского государственного педагогического института. Во время войны, после изменения правительственной политики по отношению к церкви, вступил в ВКП(б). В 1945—1947 годах работал в Нальчике, в 1947—1949 годах — вновь в Благовещенске . По распоряжению отдела школ ЦК ВКП(б) был направлен в докторантуру Института русского языка АН СССР, в 1951 году защитил диссертацию «Инфинитивные предложения в русском языке» (научный консультант акад. В. В. Виноградов). С 31 июля 1953 года — заместитель директора Института языкознания АН СССР по Ленинградскому отделению, в 1956—1962 годах — профессор факультета русского языка Ленинградского государственного педагогического института имени Герцена, по совместительству — профессор кафедры русского языка Ленинградского государственного университета. Участвовал в работе над Словарём современного русского литературного языка, редактор одного из томов.
С сентября 1962 по 1986 год заведовал кафедрой общего языкознания в Новосибирском государственном университете, потом был профессором кафедры древних языков. Читал курсы по старославянскому и древнегреческому языкам, санскриту, истории грамматики, с 1972 года — спецкурс по словообразованию. Также читал спецкурсы «Религиозная лексика русского языка», «Грецизмы в русском языке», «Грамматические учения в России», «Греческий и латинские языки в сравнительно-историческом освещении», «Исторические комментарии к явлениям современного русского языка» и др., с 1990-х годов вёл семинар по греческому тексту Нового Завета. 17 лет преподавал русский язык в физико-математической школе при НГУ, новосибирских школах № 130, 162 и 204, Православной гимназии; разработал оригинальные методики. В последние годы работал в католической и лютеранской духовной семинариях.
Автор более 100 научных публикаций. Увлекался коллекционированием записей духовной музыки.
Супруга — лингвист Елена Багратовна Топуридзе (с 1939); дочери Наталья (род. 1950) — историк и Мария (род. 1953) — математик. Зять — лингвист Л. Г. Панин.

## Основные работы
- Некоторые вопросы русской грамматики в историческом освещении (Структура слова) / Всесоюз. о-во по распространению полит. и науч. знаний. Ленингр. отд-ние. — Л., 1955. — 36 с.;
- О некоторых вопросах словообразования (из лекций по современному русскому языку) / М-во высш. и сред. спец. образования РСФСР. Новосиб. гос. ун-т. — Новосибирск, 1966. — 29 с.;
- Греческий язык (Пособие к лекциям) / М-во высш. и сред. спец. образования РСФСР. Новосиб. гос. ун-т. — Новосибирск, 1970;
- Учебное пособие по русскому языку: Для 8-го кл. физ.-мат. школы при НГУ / М-во высш. и сред. спец. образования РСФСР. Новосиб. гос. ун-т. — Новосибирск, 1973. — 151 с.;
- Синтаксис русского языка: Учеб. пособие для учащихся физ.-мат. школы при НГУ / М-во высш. и сред. спец. образования РСФСР. Новосиб. гос. ун-т. — Новосибирск, 1974;
- Греческий язык (морфология): учеб. пособие. — Новосибирск: НГУ, 1979. — 95 с.;
- Морфемика, словообразование, словопроизводство: Учеб. пособие для студентов-филологов. — Новосибирск : Изд-во Новосиб. ун-та, 1993. — 66,[2] с. : ил.; ISBN 5-7615-0100-7;
- Статус падежных форм в русском языке: заметки и наблюдения // Книга и литература в культурном контексте: Сб. науч. ст., посвящ. 35-летию начала археографической работы в Сибири, 1965—2000. — Новосибирск, 2003. — С. 507—512;
- Старославянский язык: учебное пособие для студентов высших учебных заведений, обучающихся по специальности 021700 «Филология» / отв. ред. Л. Г. Панин ; Федеральное агентство по образованию, Новосибирский гос. ун-т, Гуманитарный фак., Каф. древних яз. — Изд. 2-е, испр. — Новосибирск : НГУ, 2007. — 163 с., [1] л. портр. : табл.; ISBN 978-5-94356-489-5

## Награды
- медаль «За доблестный труд» (1970)
- орден «Знак Почёта» (1981)